# Иларион Левицкий

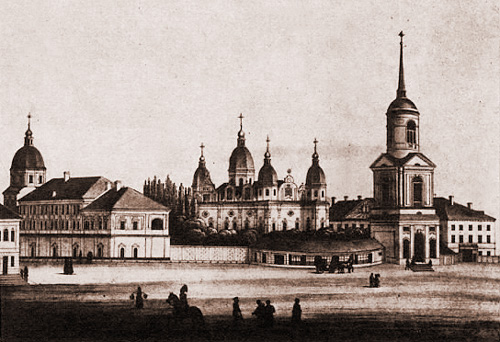
Киево-Братский Богоявленский монастырь

Иларион Левицкий (? — 14 июня 1731. Киев) — церковный и просветительский деятель, философ, богослов, педагог, профессор философии и богословия, ректор Киево-Могилянской академии (1727—1731).

## Биография
Представитель шляхетской семьи Левицких. Обучался в Киево-Могилянской академии. По окончании полного академического курса обучения был оставлен в академии преподавателем поэтики. С 1716 до 1719 года преподавал риторику, а в 1719—1721 годах — профессор философии.
В 1723 году был назначен проповедником Киевского Софийского монастыря и избран членом Киевской духовной консистории. В том же году Левицкий вернулся в Киево-Могилянскую академию.
С середины 1724 до начала 1727 года — профессор философии и префекта, а с 23 февраля 1727 года — ректор Киево-Могилянской академии. В 1727—1729 годах был профессором богословия в академии.
В 1727 году назначен настоятелем Киевского Братского Богоявленского монастыря. В 1729 году Левицкого посвящен в игумены Лубенского Мгарского Спасо-Преображенского монастыря, при этом продолжал до своей смерти выполнять ректорские обязанности.
Умер в Киеве. Был похоронен в Богоявленский церкви Киевского Братского Богоявленского монастыря. На одном из церковных колоколов, сохранялась вплоть до разрушения Богоявленской церкви в 1934 году, надпись: «Сей дзвон есть Кіево-Могилянскій сделан за преподобного отца префекта Іларіона Левицкого. Anno MDCCXXVII (1727)».
До наших дней дошёл его курс риторики — оригинальный по изложению и композиции. Историко-философскими источниками для него послужили античные и ренессансные образцы риторики. Известны также 8 рукописей философского и несколько богословских курсов Левицкого.